# Live in Venlo, Holland 12/27/83
Live in Venlo, Holland 12/27/83 es un álbum en vivo de la banda neoyorquina de rock alternativo y noise rock Sonic Youth. Este álbum fue lanzado en el año 1995, a través del club de fanes de la banda, por medio de la discográfica Sonic Death. 
Este álbum muestra una grabación de la banda durante su estadía en la ciudad de Venlo, en Holanda. Precisamente, muestra un recital de la banda en el día 27 de diciembre de 1983, la época en la cual Sonic Youth eran prácticamente desconocidos. 

## Listado de temas
1. "World Looks Red"
2. "(She's In A) Bad Mood"
3. "Brother James"
4. "Kill Yr Idols"
5. "Early American"
6. "Burning Spear"
7. "Confusion is Next"
8. "Shaking Hell"
9. "Making the Nature Scene"
10. "Inhuman"